# North Harmony
North Harmony est une ville située dans le comté de Chautauqua, dans l' État de New York, aux États-Unis,. En 2010, elle comptait une population de 2 267 habitants, estimée au 1er juillet 2016 à 2 198 habitants.

## Démographie
Lors du recensement de 2010, la ville comptait une population de 2 267 habitants. Elle est estimée, en 2016, à 2 198 habitants.